# 胡也佛

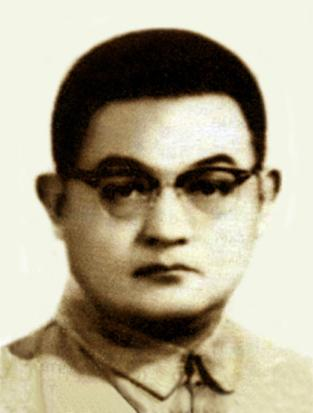
胡也佛

胡也佛（1908年—1980年），原名胡國華，字大空，号谷华，署名十卉庐主，筆名胡若佛、胡也佛、胡丁文、胡新、胡強，浙江余姚人，连环画、春宮畫、仕女画、工笔画家。

## 生平
清朝光绪三十四年（1908年），生于浙江余姚坎敦（现慈溪），本名国华，十歲時出嗣給作義學校長的叔祖母。叔祖母見其自幼愛畫圖，於十四歲送至寧波上中學，之後隻身來上海就讀於上海美專，後轉入新華藝專，打下西洋畫的基礎。因經濟上欠佳，以變賣家產維持，有時替白俄羅斯老師代筆在法國總會畫壁畫掙幾塊大洋貼補，最後一學期因經濟輟學，校方依然贈給畢業文憑。1927年考入南京國民政府總政治部當上尉宣傳員，次年任少校副官，隨蔡公時去濟南而爆發五三慘案，胡也佛中流彈跳窗脫險。
1929年辭去公職，進入上海商務印書館美術編輯部任高級職員，筆名胡若佛，畫兒童讀物外銷南洋，薪金頗豐。一家六口，妻子小胡也佛兩歲，生於富裕之家，體弱多病。1934年，妻子及兩女兒染上肺癆，女兒們相繼夭折。抗戰前夕，胡也佛被辭退，經營過照相館、糖果食品店、兒童讀物書店、連環畫出版社，因不擅經營，均不到一年而倒閉。後又在出版地圖的世界輿地學社任職一年，始學中國畫，筆名胡也佛。他曾對剛滿十二歲小學的兒子說不要當畫家而要當醫生。因而「佛」與「空」有聯繫，加上錢櫃已空、「色即是空」，便用「大空堂」為畫室名。為妻子醫藥費及兒女的學雜費，於1945年前後開始畫春宮畫，之後家中經濟明顯好轉，定價的標準按一両黃金畫三張，需時約兩個月。1949年前後，連環畫出版事業始有起色，胡也佛受聘於燈塔出版社，1952年公私合營轉入新美術圖畫書店，後復經上海人民美術出版社，於1958年去「朵雲軒」水印木刻社任勾描組長。因工作需要，接觸大量古畫真蹟。工作下班後業餘時間，與年青時商務印書館時的同事張令濤合作，以胡若佛、胡丁文、胡新、胡強為筆名，先後為北京、朝花、天津、河北、上海等人民美術出版社，繪製古裝連環累計廿餘種，收入甚好。戰後肺癆已非絕症，妻子終於痊癒。
1949年土改時，胡也佛在履歷表自填地主（文革後才糾正為自由職業者）。在1952年上海公安局北站分局通知：「按解放前民事案件免予處理，但畫稿原件需全部收回上繳銷毀，具結今後不得再畫。」此後他沒有再春宮畫，連工筆仕女也極少畫，最多不超過十幅。在文革期間因地主、春宮畫的罪名，被批鬥百餘次。
患肺癌，于上海逝世，享年七十二岁。

## 作品
胡也佛的春宮畫《金瓶梅秘戏图》，共创作30幅。既重写意、也重写实，运用西洋画中透视，精细勾勒，体现出几分幽人野客之致。

### 连环画作品
- 《红楼梦》
- 《聊斋》
- 《西厢记》
- 《杨家将》
- 《东周列国》
- 《楚汉之争》
- 《三国演义》
- 《女娲补天》[2]